# 托萊多鎮區 (愛荷華州泰馬縣)
托萊多鎮區（英語：Toledo Township）是位於美國愛荷華州泰馬縣的一個行政鎮區。

## 地方資料
根據2010年美國人口普查的數據，托萊多鎮區的面積為61.49平方千米，當中陸地面積為61.43平方千米，而水域面積為0.06平方千米。當地共有人口3160人，而人口密度為每平方千米51.39人。